# Траянов, Павле
Павле Траянов (макед. Павле Трајанов; родился 25 декабря 1952 года, село Долни Радеш, община Конче, Народная Республика Македония, СФРЮ) — македонский политический и государственный деятель, бывший министр внутренних дел Республики Македонии, председатель партии Демократический союз.

## Биография
Павле Траянов родился 25 декабря 1952 года в селе Долни Радеш.
В 1977 году окончил юридический факультет Университета Св. Кирилла и Мефодия в Скопье.

### Карьера
С 1977 по 1999 год работал на различных должностях в МВД Македонии, в том числе был министром внутренних дел с ноября 1998 по декабрь 1999 года.
В январе 2000 года был инициатором создания партии Демократический союз, а 19 марта того же года на учредительном съезде партии избран её председателем.
В 2006 году избран членом Собрания Республики Македонии. В 2008 году избран вновь.